# Терещенко Андрій Сергійович
Андрі́й Сергі́йович Тере́щенко (23 червня 1991, Черкаси — 2 грудня 2014, Донецький аеропорт) — військовослужбовець Збройних Сил України. Уродженець м. Черкаси, солдат 95-ї окремої аеромобільної бригади. Кавалер ордена «За мужність» III ступеня (посмертно).

## Життєпис
Закінчив Черкаську загальноосвітню школу № 30 (2008).

### Обставини загибелі
2 грудня 2014 р. зазнав тяжкого поранення в голову під час обстрілу в аеропорту Донецька, був доставлений вертольотом до шпиталю, але врятувати його не вдалося.
Залишились батьки (мати, Світлана Чорна-Терещенко, після загибелі сина вступила на військову службу за контрактом у ЗСУ) та сестра.
Місце поховання: м. Черкаси, міське кладовище № 4.

## Нагороди та відзнаки
- Указом Президента України № 270/2015 від 15 травня 2015 року, «за особисту мужність і високий професіоналізм, виявлені у захисті державного суверенітету та територіальної цілісності України, вірність військовій присязі», нагороджений орденом «За мужність» III ступеня (посмертно)[2].
- 17 листопада 2016 року — нагороджений відзнакою «Почесний громадянин міста Черкаси»[3].

## Вшанування пам'яті
- 8 травня 2015 р. Андрію, колишньому учневі та випускнику школи № 30, на фасаді школи відкрито меморіальну дошку[4].